# Capitellidae
Capitellidae ist der Name einer artenreichen, zu den Ringelwürmern gehörenden Familie von Vielborstern (Polychaeta), die in Meeren weltweit entweder röhrenbildend oder ohne Röhre im Sediment zu finden sind.

## Merkmale
Die oft rötlich gefärbten Vielborster der Familie Capitellidae haben einen langen, zylindrischen Körper mit bis zu 100 Segmenten und nur schwach entwickelten Parapodien, bei dem die Borsten direkt an der Körperwand zu sitzen scheinen, was den Würmern eine äußerliche Ähnlichkeit mit Regenwürmern gibt. Der Körper ist deutlich in Thorax und Abdomen gegliedert.
Das deutlich gefurchte Prostomium hat die Form eines kurzen, stumpfen Kegels, während das Peristomium einen Ring um den Mund bildet. Die Tiere haben weder Antennen noch Palpen, doch haben sie ein Paar grubenförmiger Nuchalorgane. Die Längsmuskeln des Hautmuskelschlauches sind in deutlichen Bündeln angeordnet.
Während das erste Segment, das länger als das zweite Segment ist, weder Parapodien noch Borsten trägt, sind diese bei allen weiteren Segmenten vorhanden. An den ersten borstentragenden Segmenten tragen beide Zweige der oft tief in die Körperwand zurückgezogenen Parapodien kurze gestutzte Lappen, an den hinteren Segmenten dagegen Tori. Dorsale und ventrale Cirren fehlen ebenso wie Epidermispapillen. Cirren am Pygidium können in unterschiedlicher Anzahl vorhanden sein oder auch fehlen.
Die Capitellidae besitzen weder Kiemen, Herz noch Blutgefäße. Die Coelomflüssigkeit enthält Zellen mit Hämoglobin, und manche Autoren sprechen von einem offenen Blutgefäßsystem. Bei manchen Arten können Fortsätze der hinteren Körperwand, in die Höhlungen des Coeloms reichen, möglicherweise die Funktion von Kiemen übernehmen. Der Darmkanal ist ein gerades Rohr. Die Tiere haben Nephridien; daneben bilden sich bei der Geschlechtsreife als Ausgänge für die Gameten Coelomodukte aus.
Weibchen und Männchen sind bei den Capitellidae gleich groß und bei den meisten Arten nur während der Paarung anhand ihrer unterschiedlich gefärbten Gameten zu unterscheiden. Zumindest bei einigen Arten von Capitella scheint es Begattung und innere Befruchtung zu geben, bei der sämtliche 50 Eizellen bis 10.000 Eizellen beim Durchgang durch den Eileiter befruchtet werden. Umstritten ist, ob auch Hermaphroditismus und Selbstbefruchtung vorkommen. Manche Arten brüten ihre Eier aus, und es kommen frei schwimmende Larven mit unterschiedlicher Dauer des Stadiums als Plankton bis zur Metamorphose zu kriechenden Würmern vor.
Einige Arten der Capitellidae bauen Schleimröhren an der Oberfläche des Sediments, während andere sich im Sand eingraben und ihre Gänge mit Schleim auskleiden.
Die Capitellidae ernähren sich von Detritus und Kleinstlebewesen, die sie mit dem ausgestülpten Pharynx vom Substrat abweiden.

## Einige Beispielarten
Zu den häufigsten Vertretern der Capitellidae gehören die beiden kosmopolitischen Arten Köpfchenwurm (Capitella capitata) und Kotpillenwurm (Heteromastus filiformis).

## Gattungen
Die Familie Capitellidae wird in 46 Gattungen unterteilt:
- Abyssocapitella Buzhinskaja & Smirnov, 2000
- Amastigos Piltz, 1977
- Anotomastus Hartman, 1947
- Baldia Garwood & Bamber, 1988
- Barantolla Southern, 1921
- Capitella Blainville, 1828
- Capitellethus Chamberlin, 1919
- Capitita Hartman, 1947
- Capitobranchus Day, 1962
- Dasybranchethus Monro, 1931
- Dasybranchus Grube, 1850
- Decamastus Hartman, 1963
- Dodecamastus Blake, 2000
- Eisigella Gravier, 1901
- Eunotomastus McIntosh, 1885
- Heteromastides Augener, 1914
- Heteromastus Eisig, 1887
- Leiocapitella Hartman, 1947
- Leiocapitellides Hartmann-Schröder, 1960
- Leiochrides Augener, 1914
- Leiochrus Ehlers, 1908
- Lombricus Vérany, 1846
- Lumbricomastus Thomassin, 1970
- Lumbriconais Örsted, 1842
- Mastobranchus Eisig, 1887
- Mediomastus Hartman, 1944
- Neoheteromastus Hartman, 1960
- Neomediomastus Hartman, 1969
- Neonotomastus Fauchald, 1972
- Neopseudocapitella Rullier & Amoureux, 1979
- Nonatus Amaral, 1980
- Notodasus Fauchald, 1972
- Notomastus M. Sars, 1851
- Octocapitella Brown, 1987
- Paracapitella Kirkegaard, 1983
- Parheteromastides Hartmann-Schröder, 1962
- Parheteromastus Monro, 1937
- Peresiella Harmelin, 1968
- Polymastigos Green, 2002
- Promastobranchus Gallardo, 1968
- Pseudocapitella Fauvel, 1913
- Pseudoleiocapitella Harmelin, 1964
- Pseudonotomastus Warren & Parker, 1994
- Rashgua Wesenberg-Lund, 1949
- Scyphoproctus Gravier, 1904
- Undecimastus Amoureux, 1983